# Parafia Najświętszej Maryi Panny Królowej Rodzin w Podbrodziu
Parafia Najświętszej Maryi Panny Królowej Rodzin w Podbrodziu (lt. Pabradės Švč. Mergelės Marijos Šeimų karalienės parapija) – parafia rzymskokatolicka w Podbrodziu. Jest parafią w Dekanacie Święciańskim archidiecezji wileńskiej. Powstała w 1990 roku. Nabożeństwa w kościele odbywają się w języku litewskim i polskim.  

## Historia

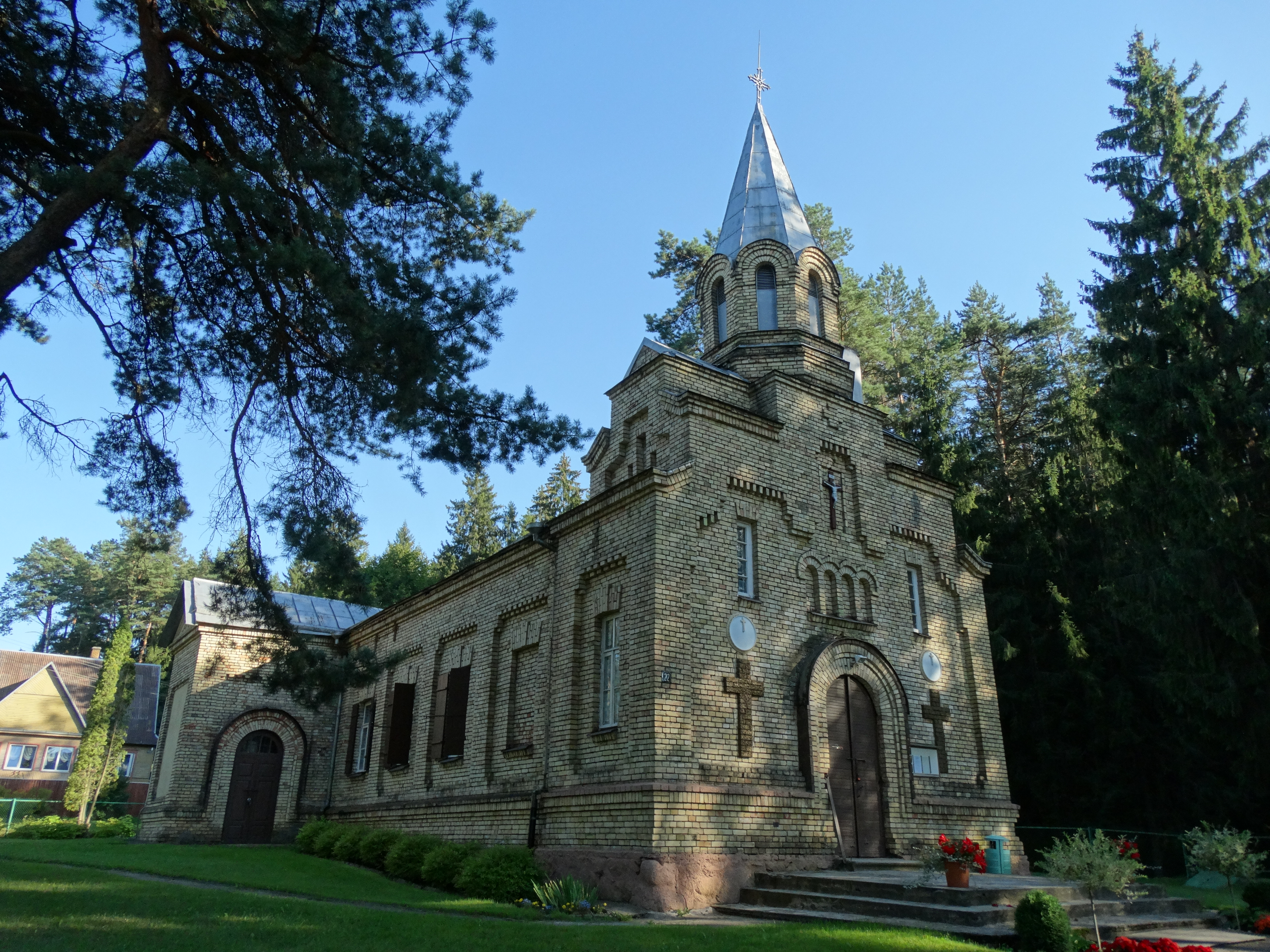
Kościół parafialny w latach 1916-2007, obecnie cerkiew

W okresie międzywojennym katolicy z Podbrodzia modlili się w dawnej cerkwi poświęconej w 1927 jako kościół garnizonowy św. Jozafata Kuncewicza (później pod wezwaniem Najświętszego Serca Jezusowego). Była to filia parafii w Powiewiórce. W 1946 roku władze Litewskiej SRR odmówiły przekazania obiektu społeczności prawosławnej. 
W 1990 roku powstała parafia rzymskokatolicka w Podbrodziu. W latach 2006–2007 wybudowano nowy kościół parafialny. Dawny kościół św. Jozafata Kuncewicza został decyzją archidiecezji wileńskiej przekazany miejscowej wspólnocie prawosławnej. 4 listopada 2007 roku kardynał Audrys Bačkis poświęcił kościół pod wezwaniem Matki Bożej Królowej Rodzin. 
Parafia posiada filie w Ornianach i Korkożyszkach.

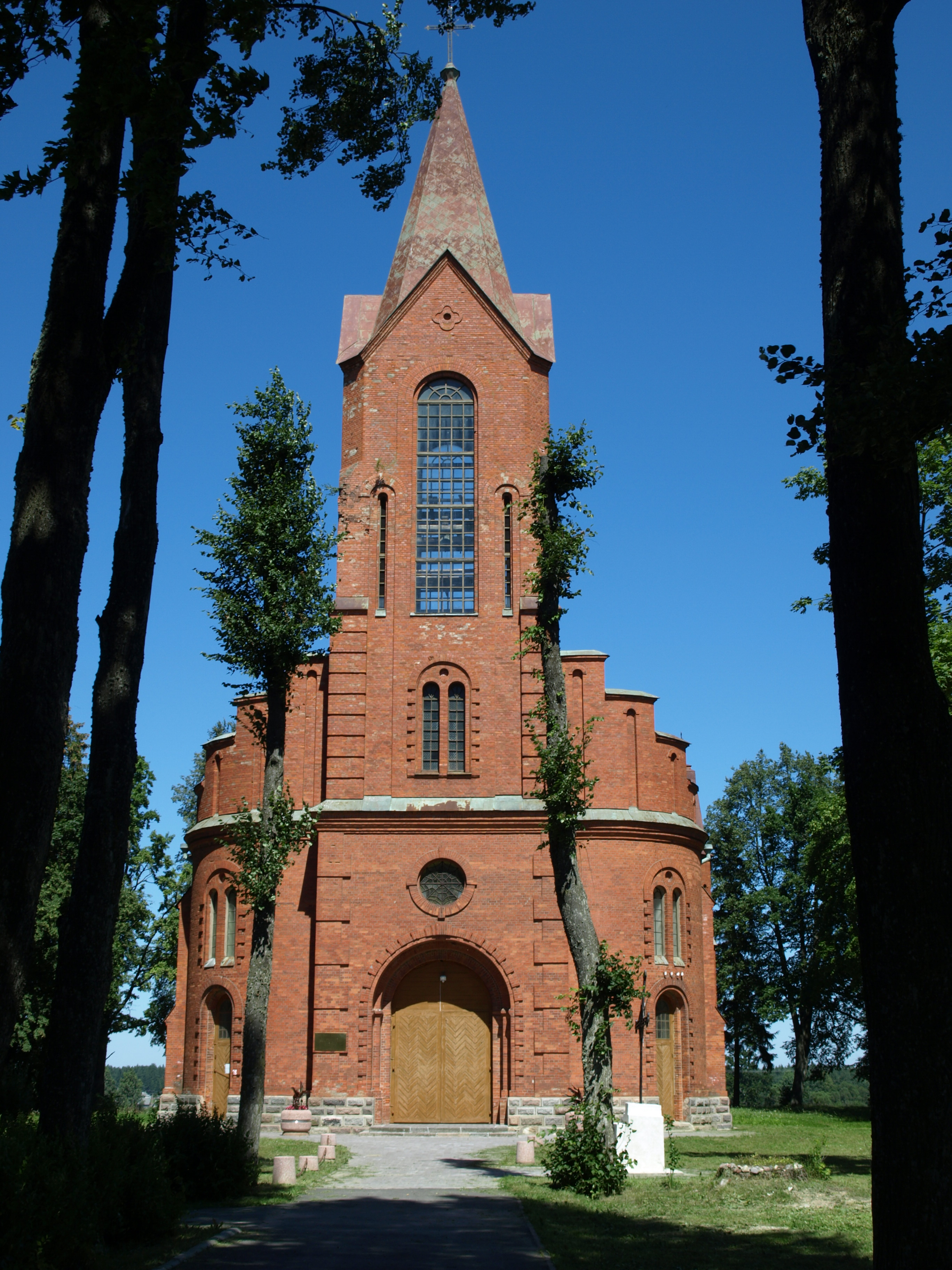
Kościół św. Apostołów Piotra i Pawła w Korkożyszkach